# FK 스메데레보 1924
FK 스메데레보(세르비아어: Фудбалски клуб Смедерево / Fudbalski klub Smederevo)는 스메데레보를 연고로 하는 세르비아의 축구 클럽이다. 현재는 세르비아 2부 축구 리그인 프르바 리가에 참가하고 있다.

## 성적
- 세르비아 몬테네그로컵 우승 1회 (2002-03)

## 선수 명단

### 현역
참고: FIFA 자격 규정에 따라 소속된 국가대표팀 국기를 표시합니다. 선수는 복수의 FIFA 비회원국 국적을 가지고 있을 수 있습니다.
| 번호 | 포지션 | 국적 | 이름 |
| ---- | ------ | ---- | ---- |

| 번호 | 포지션 | 국적       | 이름          |
| ---- | ------ | ---------- | ------------- |
| 19   | FW     | 나이지리아 | 안소니 로코사 |

## 역대 감독
| 감독                | 임기   |
| ------------------- | ------ |
| 네보이샤 부치체비치 | 2019 ~ |

틀:FK 스메데레보 1924 선수 명단